# Ventas de la Barrera
Ventas de la Barrera (llamada oficialmente As Vendas da Barreira) es un lugar situado en la parroquia de Riós, del municipio español de Riós, en la provincia de Orense, Galicia.

## Toponimia
El lugar también es conocido por el nombre de As Ventas da Barreira.

## Geografía
Ventas de la Barrera se encuentran situadas a lo largo de una cadena montañosa orientada de oeste a este y que partiendo del valle de Verín alcanza su máxima altura en la aldea de Fumaces y se prolonga, manteniendo aproximadamente la misma altitud (entre 850 y 950 metros) hasta La Gudiña.
Desde la aldea se domina hacia el norte el valle del río Lamas cerrado por el monte llamado Castro de Pedroso. Hacia el sur se abre hacia una meseta de 800 metros de altitud en la que se encuentra Riós, la capital del municipio.
Siguiendo el trazado del antiguo Camino Real se construyó la carretera nacional N-525, que aún hoy, después de su ensanche, sigue atravesando Ventas de la Barrera. En 1999 se inaugura la autovía A-52. Paradójicamente, esta vía atraviesa la aldea por la mitad, dividiéndola en dos partes, circunstancia excepcional en un trazado de autovía. La división se supera mediante un puente que une las dos mitades de la aldea y sobre el que discurre la carretera N-525, retrazada en este punto. Tras la salida de este puente la autovía A-52 (en dirección a Gudiña y Castilla) avanza por un alto viaducto sobre el lugar conocido como Trancoso (posiblemente una deformación toponímica de Troncoso).

## Historia
Desde tiempos remotos, Ventas de la Barrera fue un lugar de paso. Su nombre "Ventas de la Barrera" se debe seguramente a la presencia de una parada de postas que pudo existir en el lugar. Por la aldea transcurría el Camino Real que unía Castilla con Orense, y posteriormente con las Rías Bajas al llegar a la costa gallega.
El declive de la población en Ventas de la Barrera es evidente. La población se encuentra muy avejentada (muchos habitantes superan los ochenta e incluso los noventa años). Tradicionalmente padeció las consecuencias de una intensa emigración a América, Europa, Vigo y Madrid. 

## Demografía
| Gráfica de evolución demográfica de Ventas de la Barrera entre 2000 y 2023 |
|                                                                            |
| Datos según el nomenclátor publicado por el INE.                           |

## Economía
La economía de Ventas de la Barrera es eminentemente agrícola y ganadera. No obstante, el hecho de estar situada al pie de la principal vía de comunicación con Castilla provocó el desarrollo de un reducido mercado de productos agrícolas que abastecía a los viajeros y les proporcionaba hospedaje, y al lado de la N-525 se desarrolló un limitado sector hostelero local, principalmente en el lugar de As Ferreiras, inmediato a Ventas. Allí se encuentra una estación de gasolinera y varios restaurantes, panaderías y carnicerías. Sin embargo, la construcción de la autovía AP-52 redujo notablemente el flujo de viajeros que actualmente apenas se detienen en el lugar. Muchos de los antiguos negocios han cerrado.

## Equipamiento
En la aldea se constituyó un grupo escolar de enseñanza general básica (EGB) entre los niños de todo el municipio de Riós, comunicado mediante líneas de autobús. Cuando se inauguró el centro llegaron a contar con 500 alumnos/as. En la actualidad el centro recibe menos alumnado y está conformado por aulas mixtas. 